# Ixodes domerguei
Ixodes domerguei är en fästingart som beskrevs av Uilenberg och Harry Hoogstraal 1965. Ixodes domerguei ingår i släktet Ixodes och familjen hårda fästingar.
Artens utbredningsområde är Madagaskar. Inga underarter finns listade i Catalogue of Life.